# Le Tombeau de Jésus
Pour le film de fiction, voir Le Tombeau.
Pour le tombeau de Jésus, voir Tombeau de Jésus.
Pour plus de détails, voir Fiche technique et Distribution.
Le Tombeau de Jésus (The Lost Tomb of Jesus) est un téléfilm documentaire américain, réalisé par Simcha Jacobovici, annoncé par une conférence de presse le 26 février 2007 et diffusé sur la chaîne Discovery Channel le 4 mars 2007. Il a été diffusé en France le 29 mai 2007 sur TF1.

## Synopsis
Bien que n'affirmant rien, le réalisateur Simcha Jacobovici et le producteur exécutif James Cameron présentent dans ce documentaire l'hypothèse que le tombeau de Talpiot puisse abriter les ossements de plusieurs membres de la famille de Jésus de Nazareth, dont ceux de Jésus lui-même.

## Fiche technique
- Titre : Le Tombeau de Jésus
- Titre original : The Lost Tomb of Jesus
- Réalisation : Simcha Jacobovici
- Scénario : Graeme Ball et Simcha Jacobovici
- Photographie : J. P. Locherer et John Petrella
- Montage : Graeme Ball
- Production : Ric Esther Bienstock, Felix Golubev et Simcha Jacobovici
- Société de production : Eggplant Picture & Sound
- Pays :  États-Unis
- Genre : Documentaire
- Durée : 102 minutes
- Dates de sortie : 
  -  États-Unis : mars 2007
  -  France : 29 mai 2007

## Critiques
En 1996, le tombeau fait déjà l'objet d'un article dans le London Sunday Times et d'un film documentaire produit par la BBC mais cette médiatisation ne connaît aucun retentissement devant le scepticisme des archéologues et historiens consultés, jusqu'à ce que Simcha Jacobovici, réalisateur de documentaires et scénariste professionnel, ressorte l'affaire.
La majorité des archéologues et des spécialistes des études bibliques ont « condamné le documentaire comme une entreprise pécuniaire sensationnaliste, anti-scientifique et intellectuellement malhonnête, inspirée du Da Vinci Code ».
Selon Pierre Madros, prêtre palestinien du Patriarcat latin de Jérusalem, les chrétiens se sentent victimes d'une grande manipulation. Il ajoute que le tombeau de Jésus est celui qui se trouve dans le Saint-Sépulcre, église de la vieille ville de Jérusalem.

### Critiques scientifiques
- La méthodologie des calculs de probabilité de combinaison de ces noms, et la mise en cause des données initiales (à savoir, les fréquences des noms) sont sujettes à caution.
- La méthodologie ou la qualité des prélèvements et des analyses ADN sont critiquables. Ces dernières auraient dû permettre de retrouver les liens familiaux entre toutes ces personnes, de donner l'âge des morts[4].
- La possibilité de faux (cf. article concernant le tombeau de Talpiot et l'ossuaire de "Jacques, fils de Joseph, frère de Jésus") ne peut être exclue.
- L'inscription « Mariamenou Mara » que les auteurs du documentaire associent à Marie-Madeleine (ils en font la femme de Jésus pour inférer qu'une autre inscription, « Judas fils de Jésus », est leur fils), n'apparaît qu'au IVe siècle pour désigner Marie de Magdala[5].
- Les tombes collectives qui connaissent une occupation longue n'ont pas des liens familiaux entre tous leurs occupants car elles subissent souvent des remaniements et des changements de groupes familiaux[6].

### Critiques théologiques
Les critiques théologiques ne manquent pas, dans la mesure où la présence d'ossements du Christ contredit la Bible et le récit de la Résurrection et de l'Ascension, et par conséquent, contredit la Foi Chrétienne.
- Ainsi, le site InterBible.org estime, dans son article [7] que ce film est "du bon cinéma" et "de la mauvaise science".

### Points de vue
L'Archaeological Institute of America estime que "l'identification du tombeau de Talpiot avec le tombeau de Jésus et de sa famille est basée sur une série d'affirmations problématiques et sans fondement. [...] Cela contredit le récit des Évangiles canoniques sur la mort et l'ensevelissement de Jésus ainsi que les traditions chrétiennes les plus anciennes à propos de Jésus. Cette prétention est également incohérente avec toute l'information disponible - autant historique qu'archéologique - sur la façon juive d'enterrer les morts au temps de Jésus et sur l'évidence que nous avons à propos de familles pauvres et non judéennes comme celle de Jésus. C'est du sensationnalisme sans aucune base ou appui scientifique".

## Archéologie
Le film a des prétentions archéologiques. L'archéologie du tombeau de Talpiot fait l'objet d'un article spécifique.